# معهد إدوارد سعيد الوطني للموسيقى

إدوارد سعيد

معهد إدوارد سعيد الوطني للموسيقى مؤسسة وطنية فلسطينية تتخذ من مدينة القدس الشريف مقراً لها وتسعى لتنشئة جيل فلسطيني موسيقي جديد قادر على أحداث تغير نوعي في الواقع الثقافي الفلسطيني بشكل عام. تأسس المعهد عام 1993 في مدينة رام الله تحت مظلة جامعة بيرزيت. للمعهد فروع ثلاث في كل من القدس، رام الله وبيت لحم، تضم حوالي 600 طالب وطالبة ممن يتعلمون الموسيقى الكلاسيكية العربية والغربية، إضافة إلى حوالي 160 طالباً وطالبة من برنامج التعليم الخارجي. يعمل في المعهد 60 موظفاً، منهم 40 أستاذاً للموسيقى من دول مختلفة، و 20 موظفاً إدارياً موزعين على الفروع الثلاث والإدارة المركزية في القدس. في المعهد برنامجين تعليميين الأول هو البرنامج النظامي ويشمل الاختصاص بالموسيقى يمنح الطالب بعد إنهاء كافة المراحل التعليمية الثمانية الشهادة المتوسطة، وبرنامج الهواة. ينظم المعهد طوال العام البرامج الموسيقية التي تستهدف الطلبة والجمهور بشكل عام مثل تنظيم الأمسيات الموسيقية، المسابقات وإنتاج الإسطوانات والكتب، إضافة إلى تطوير الأوركسترات الأربع التابعة للمعهد.

## إدارة المعهد
المعهد تحت رعاية مجلس أمناء جامعة بيرزيت وكان من المؤسسين الرئسيين: ريما ناصر ترزي، وسلوى تابري، وأمين ناصر، وناديا عبوشي، وسهيل خوري. ويشرف على المعهد مجلس مشرفين يتولى مهمة التخطيط للمستقبل وإنشاء فروع جديدة والسعي من أجل تطويرها.
للمعهد إدارة مركزية عامة مهمتها تنفيذ خطط مجلس المشرفين ومتابعتها ووضع المناهج والخطط الدراسية وتوفير الكوادر المؤهلة للفروع المختلفة.

## الفروع
هناك أربعة فروع لمعهد إدوارد سعيد الوطني للموسيقى في فلسطين، موزعين بين رام الله، القدس، بيت لحم ونابلس، ويبلغ عدد الطلبة الملتحقين في هذه الفروع حوالي 600 طالب وطالبة. ويتوقع خلال الأعوام القليلة القادمة أن يفتتح المعهد فرعين جديدين في مدينتي غزة وأريحا.
لكل فرع مدير/ة أكاديمي/ة ومدير/ة إداري/ة، وهذا التقسيم الإداري يتيح أرضية خصبة أمام تسهيل فرص توسيع المعهد مستقبلاً وافتتاح فروع جديدة، بحيث يحافظ على المعايير نفسها والمواصفات المطلوبة بهدف الوصول إلى برنامج أكاديمي متطور وخدمات تعليمية متقدمة.

## البرنامج الأكاديمي
يقدم المعهد برنامجين للتدريس، البرنامج النظامي وبرنامج الهواة.

### البرنامج النظامي
صمم البرنامج الموسيقي في المعهد لمنح الطلبة النظاميين دروساً في نظريات الموسيقى ودروساً تطبيقية على الآلات الموسيقية. ويتكون من ثلاث مراحل:
1. المرحلة التحضيرية: وهي ليست إلزامية.
2. المرحلة الأساسية.
3. المرحلة المتوسطة.
بعد إنهاء الطلبة للمراحل الثلاث بنجاح، يصبحون جاهزين للتقدم لبرنامج المرحلة الجامعية في المعهد (لم يفتتح بعد) والذي يؤهلهم ليصبحوا موسيقيين محترفين وقادرين على التقدم لأي جامعة وأكاديمية موسيقية.
يتكون البرنامج النظامي من التدريب على آلة شرقية وأخرى غربية، وامتحانات لثمانية مستويات، يستغرق اتمام كل منها عشرين شهراً في أقصى تقدير. ويتكون أيضاً من الجانب النظري، تدريب على الاستماع وتاريخ وتقييم الموسيقى الشرقية والكلاسيكية. ويقع ضمن البرنامج أيضاً التقسيم إلى مجموعات عزف تشمل الجوقات ومجموعات الإيقاع الشرقي. وقد وضع البرنامج بشكل يمنح الطلبة أقصى إمكانيات التعلّم في الثقافة الموسيقية الشرقية والغربية.

### برنامج الهواة
يندرج تحت هذا البرنامج الدروس الخصوصية للهواة ومحبو الموسيقى دون الحاجة للالتزام بالمنهاج النظامي أو المشاركة في الامتحانات. وفي بعض الحالات يمكن أن يسجل الطلبة الهواة في المساقات الجماعية بعد موافقة أستاذ المساق ومدير الفرع. ولا يحصل الطلبة في برنامج الهواة على شهادات أو أي إثبات للصفوف أو المساقات التي أنهوها.

## القواعد
من يحق له التسجيل؟
يستطيع الطلبة التقدم للدراسة في المعهد من سن 6 إلى 8 سنوات وهذا يعتمد على الآلة والأستاذ، ويستطيعون التسجيل في البرنامج النظامي أو الهواة منذ البداية؛ ولا يبدأ الطلبة بالدروس النظرية حتى سن التاسعة أو الصف الخامس في المدرسة. ولا يوجد عمر محدد لقبول الطلبة لكن المعهد يعطي الأولوية لطلبة المدارس عند دراسة الطلبات.
وعادة يتم قبول معظم المتقدمين للمعهد، وفي بعض الحالات لا يتم الموافقة على الخيار الأول الذي وضعه الطالب لتعلم آلة في الطلبات المتقدمة، لكن يقبلون لآلة أخرى، وذلك لمحدودية المقاعد المتوفرة في كل صف تعليمي، ولأسباب تتعلق بتوافق العمر والحجم.
المعهد مفتوح دائماً للغير قادرين بسبب مستواهم المادي أو خلفيتهم، حيث تتوفر المنح للمؤهلين منهم.

## مسابقة فلسطين الوطنية للموسيقى
كانت مبادرة الفنان العربي الكبير مرسيل خليفة للمعهد الوطني للموسيقى، حين تبرع له بالجزء المادي من جائزة فلسطين للموسيقى المقدمة من وزارة الثقافة الفلسطينية عام 1999، بمثابة البداية نحو تأسيس هذه المسابقة التي سميت على اسم خليفة تقديراً له ولانجازاته على الصعيد الموسيقي، حيث نظمت كل عامين بدءاً من عام 2001، ولكن منذ عام 2006 أصبحت المسابقة أكثر شمولية وتحولت لتكون مسابقة وطنية للموسيقى، وفي عام 2010 خصص المعهد جائزة جديدة باسم مرسيل خليفة للمؤلف الفلسطيني الشاب، وذلك رغبة من خليفة تشجيع الإبداع ومساندة الملحنين الشباب في فلسطين، حيث أشرف الموسيقار على هذه المسابقة وكان أحد حكامها.
المسابقة التي تهدف إلى تشجيع وتحفيز الموسيقيين وطلبة الموسيقى للرقي بأدائهم الموسيقي وإغناء تجربتهم في مجال العزف على الآلات الموسيقية، نظمت حتى عام 2005 على صعيد طلبة الموسيقى في المعهد (المستوى الداخلي)، لكنها اليوم تنظم على صعيد الأراضي الفلسطينية ومناطق الخط الأخضر والجولان وهي ترحب أيضاً بالمشاركين من فلسطين الشتات. وتتميز المسابقة بتجددها المستمر حيث أدخل لها قسم الغناء عام 2008، وقسم التأليف الموسيقي عام 2010.
تتألف لجان التحكيم عند تنظيم المسابقة من أعضاء محليين وعالميين، ويتم اختيارهم لجميع أصناف الموسيقى من مختلف دول العالم، وقد تم إثراء المسابقة في السنوات الأخيرة بمشاركة حكام من جنوب أفريقيا، الولايات المتحدة الأمريكية، أيرلندا، السويد، ألمانيا، سويسرا، الدنمرك، فرنسا، الأردن وغيرها من الدول.

## أوركسترا فلسطين للشباب
أحد أبرز مشاريع معهد ادوارد سعيد الوطني للموسيقى، تأسست عام 2004 برؤية تطلعت صوب حشد الموسيقيين الفلسطينيين الشباب من جميع أنحاء فلسطين والشتات، تتكون اليوم من خمسين عازفاً وعازفة من فلسطين والأردن ومصر وسوريا والولايات المتحدة وأوروبا، لتصبح ملتقىً وطنياً دعامته حب الموسيقى.
ولأن عام 2008 حمل خصوصية الذكرى الستين للنكبة، سعت الأوركسترا رغم كل التحديات تقديم عروض لأول مرة على أرض فلسطين بمشاركة كوليجيوم موزيكم من بون، ضمن برنامج «القدس أغنيتي» فكانت الأوركسترا حاضرة بعروض في القدس ورام الله وحيفا، وعرضين في عمان ودمشق. هذا النجاح المتتابع جلب للأوركسترا دعوة من البحرين للمساهمة في ربيع الثقافة تزامناً مع احتفالية القدس عاصمة الثقافة العربية.
تعدّ الاوركسترا فرقة فريدة وانعكاساً لفلسطين الفتية، فإضافةً لكونها تعزف مقطوعات موسيقية كلاسيكية وسيمفونيات عالمية، إلا أنها تحتضن الإبداعات الموسيقية للملحنين الفلسطينيين والعرب. كما وحظيت الأوركسترا بمشاركة قادة أوركسترا عالميين أمثال آنا صوفي بروينينغ، والتر ميك، والمايسترو الإنجليزية حاصدة الجوائز سيان ادواردز التي قادت الاوركسترا لأول مرة عام 2005 وتعود مجدداً لوضع لمساتها على الأوركسترا لهذا العام.
تتميز الأوركسترا بما تعنيه من قيمة للمجتمع الفلسطيني والعالم الذي تحتضن أرضه وسماؤه أنغام الموسيقى بتوقيع الأنامل الفلسطينية. فالاوركسترا هي روح الشباب الفلسطيني المحب للحياة وللموسيقى، والجسم الموسيقي الحاشد للموسيقيين الفلسطينيين الشباب «سفراء وطنهم» بغض النظر عن أماكن تواجدهم.
«أنها رسالة الشباب للعالم بأنه على الرغم من قسوة الحياة تحت الاحتلال والاضطهاد عند الحواجز وقتل الحياة بالاغلاقات. إلا أن طاقة الحب والجمال ما زالت حاضرة والرغبة في مشاركة الحياة الأفضل هي الحلم غير المستحيل»
وقد جاءت عروض عام 2009 في البحرين ولبنان والأردن تتويجاً لاحتفالية القدس عاصمة الثقافة العربية وتخليداً للذكرى الأولى لرحيل الشاعر محمود درويش. المناسبتان اللتان تفتخر الاوركسترا بالمشاركة فيهما.

## سهيل خوري
سهيل خوري، المدير العام لمعهد ادوارد سعيد الوطني للموسيقى في فلسطين، مواليد القدس 1963، درس الموسيقى في جامعة آيوا الأمريكية. سطّر خوري انجازات مهمة على الصعيدين الموسيقي والفني عبر إسهامه في تأسيس مجموعة من المؤسسات الفنية والثقافية في فلسطين.
وضع خوري بصمات هامة على الحركة الموسيقية من خلال شغله للعديد من المناصب التي صبت في بوتقة تطوير الحياة الثقافية الفلسطينية. صدرت له أعمالٌ موسيقية عديدة مثل مرح 1987، مرج بن عامر 1989، عاشقة 1995، مطر 1998، بس شوي 2003، الفوانيس والقدس بعد منتصف الليل 2009.

## وصلة خارجية
- موقع المعهد (القسم الاعلامي -المعهد الوطني للموسيقى)